# Liste der Pfarren im Dekanat Silz
Das Dekanat Silz ist ein Dekanat der römisch-katholischen Diözese Innsbruck.

## Pfarren mit Kirchengebäuden
| Pfarre          | Seelsorgeraum                                                     | Ink.        | Patrozinium                 | Kirchengebäude | Bild |
| Barwies         | Mieminger Plateau (Barwies – Mieming – Wildermieming)             |             | Dreifaltigkeit              | Pfarrkirche Barwies |      |
| Gurgl           |                                                                   |             | Johannes Nepomuk            | Pfarrkirche Obergurgl Filialkirche Untergurgl Filialkirche Hochgurgl                                                          |      |
| Haiming         | Haiming (Haiming – Haimingerberg – Ochsengarten – Ötztal-Bahnhof) |             | Chrysanthus und Daria       | Pfarrkirche Haiming Expositurkirche Haimingerberg                                                                             |      |
| Huben im Ötztal | Längenfeld (Gries-Sulztal – Huben – Längenfeld)                   |             | Martin von Tours            | Pfarrkirche Huben im Ötztal                                                                                                   |      |
| Längenfeld      | Längenfeld (Gries-Sulztal – Huben – Längenfeld)                   |             | Katharina von Alexandrien   | Pfarrkirche Längenfeld Kaplaneikirche Gries im Sulztal                                                                        |      |
| Mieming         | Mieminger Plateau (Barwies – Mieming – Wildermieming)             |             | Mariä Himmelfahrt           | Pfarrkirche Untermieming Filialkirche Obermieming                                                                             |      |
| Mötz            |                                                                   |             | Maria Schnee                | Pfarrkirche Mötz Wallfahrtskirche Locherboden Ursprungskapelle Locherboden Nachtwallfahrtskapelle Locherboden Kapelle Birgele |      |
| Obsteig         |                                                                   |             | Josef von Nazaret           | Pfarrkirche Obsteig |      |
| Ochsengarten    | Haiming (Haiming – Haimingerberg – Ochsengarten – Ötztal-Bahnhof) |             | Mariä Heimsuchung           | Pfarrkirche Ochsengarten |      |
| Oetz            | Ötz – Sautens                                                     |             | Georg und Nikolaus von Myra | Pfarrkirche Oetz Filialkirche Oetzerau                                                                                        |      |
| Ötztal-Bahnhof  | Haiming (Haiming – Haimingerberg – Ochsengarten – Ötztal-Bahnhof) |             | Josef der Arbeiter          | Pfarrkirche Ötztal-Bahnhof |      |
| Sautens         | Ötz – Sautens                                                     |             | Mariä Heimsuchung           | Pfarrkirche Sautens |      |
| Silz            |                                                                   |             | Peter und Paul              | Pfarrkirche Silz Expositurkirche Kühtai Hofkapelle Kühtai                                                                     |      |
| Sölden          |                                                                   |             | Mariä Heimsuchung           | Pfarrkirche Sölden Kaplaneikirche Heiligkreuz                                                                                 |      |
| Stams           |                                                                   | Stift Stams | Johannes der Täufer         | Pfarrkirche Stams |      |
| Tumpen          | Umhausen – Tumpen – Köfels – Niederthai                           |             | Martin von Tours            | Pfarrkirche Tumpen |      |
| Umhausen        | Umhausen – Tumpen – Köfels – Niederthai                           |             | Veit                        | Pfarrkirche Umhausen Expositurkirche Köfels Kaplaneikirche Niederthai                                                         |      |
| Vent            |                                                                   |             | Hl. Jakobus                 | Pfarrkirche Vent |      |
| Wildermieming   | Mieminger Plateau (Barwies – Mieming – Wildermieming)             |             | Nikolaus von Myra           | Pfarrkirche Wildermieming |      |

## Dekanat Silz
Das Dekanat umfasst 19 Pfarren, drei Exposituren und drei Kaplaneien.

## Geschichte
Der erste Pfarrer von Silz war ein Magister Peter, der im Jahre 1233 in Brixen bei einer bischöflichen Rechtshandlung als Zeuge genannt wird. Seinem Seelsorgebezirk unterstanden neben der Urpfarre Silz auch die Filialkirchen Haiming, Ötz, Sautens, Umhausen, Längenfeld, Sölden, und – bis zur Gründung des Klosters Stams – die Kapelle zum hl. Johannes dem Täufer in Stams. Diese hierarchische Ordnung wurde mit einem Schlag auf den Kopf gestellt, als Bischof Bruno von Brixen 1272 mit Zustimmung seines Kapitels die Johanneskapelle von der Pfarre Silz abtrennte und diese mit den Filialkirchen dem neu gegründeten Kloster Stams unterstellte. Als Patronatsherren waren die Prälaten von Stams berechtigt, in den genannten kirchlichen Bezirken die Verwaltung des Kirchenvermögens sowie die Einhaltung der kirchlichen Vorschriften zu überwachen, Dispense zu erteilen und andere pfarrliche Angelegenheiten zu ordnen. Da die Klosteroberen diese Rechte sehr weit auslegten und in ihrem Territorium Freiheiten für sich in Anspruch nahmen, die sonst nur einem Bischof zustehen, kam es mit dem Pfarrer von Silz immer wieder zu schweren Zerwürfnissen. Da der Pfarrverwalter von Silz vom Stift nur als „vicarius ad nutum amovibilis“ (jederzeit abrufbar) eingesetzt war, musste dieser – wenn seine Amtsführung nicht den Vorstellungen des Abtes entsprach – von heute auf morgen mit seiner Absetzung rechnen. Diese Abhängigkeit versuchten die Vikare in Silz dadurch abzuschütteln, dass sie sich nach einer Maßregelung durch den Abt hilfesuchend an das Konsistorium in Brixen wandten. Da diese kirchliche Behörde daran interessiert war, die klösterlichen Freiheiten in der Diözese zurückzudrängen und die eigene Machtstellung auszubauen, waren ihre Beschwerden oft von Erfolg gekrönt. Der sich daraus zwischen dem Kloster Stams und dem Bischof von Brixen entwickelnde Exemtionsstreit wurde erst unter Abt Georg Nussbaumer III. von Stams entschieden. Bei dieser Gelegenheit wurden auch die pfarrlichen Verhältnisse des Klosters zur Pfarre Silz auf eine neue Grundlage gestellt. Ein Relikt aus der Gründungszeit des Klosters ist das Recht der Prälaten von Stams, dem Bischof bei der Bestellung eines neuen Pfarrers in Silz einen geeigneten Kandidaten vorzuschlagen (Präsentationsrecht).
1858 wurde in Silz ein eigenes vom Dekanat Flaurling abgetrenntes Dekanat Silz errichtet, dem damals 22 Seelsorgestationen angehörten. Sitz des Dekanates war von 1858 bis 2014 das Pfarramt Silz. 

## Dekane
- 1858–1868 Josef Öttl aus Kappl
- 1868–1887 Alois Vogl
- 1888–1894 Johann Tschuggmall
- 1894–1913 Alois Schönherr
- 1913–1938 Josef Sparber
- 1938–1960 Raimund Wallnöfer
- 1960–1973 Anton Draxl
- 1974–2015 Josef Tiefenthaler
- seit 2015 Stefan Hauser, Pfarrer in Längenfeld